# 로욜라 메리마운트 대학교

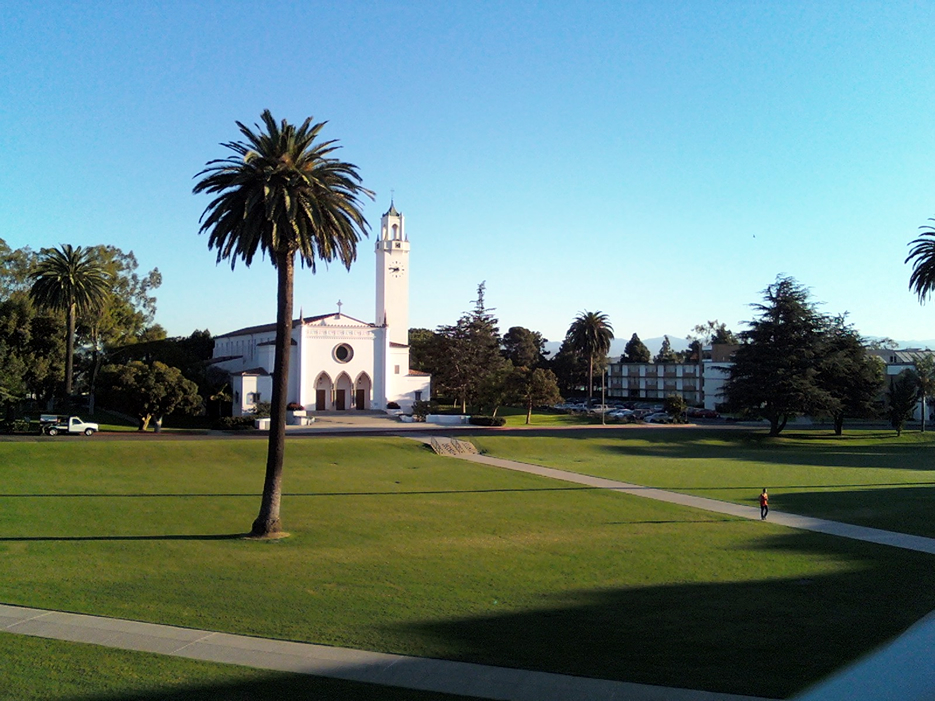

로욜라 메리마운트 대학교(Loyola Marymount University, LMU)는 미국 캘리포니아주 로스앤젤레스에 있는 4년제 사립 대학교이며 1865년 첫 개교되었다.
2020 US News Best Universities(학부 종합) 기준으로 미국 대학 중 랭킹 64위를 기록했으며, 법학/경영학/교육학/영화부문에서 특히 두각을 나타내고 있다.
US News 기준으로 LMU 로스쿨은 종합순위 62위, 세법 11위, Criminal Law 33위, 지적재산권 31위 등을 기록했고, 비즈니스 스쿨 랭킹은 마케팅 23위, entrepreneurship 12위, 회계학 25위, Business Analytics 33위를 기록했다.
영화부문은 The Hollywood Reporter에서 진행한 2019년 미국 Film Schools 랭킹에서 전미 8위를 기록했다.